# Spilarctia rhodius
Spilarctia rhodius là một loài bướm đêm thuộc phân họ Arctiinae, họ Erebidae.